# Endroedymolpus
Endroedymolpus es un género de insecto coleóptero de la familia Chrysomelidae.

## Especies
Las especies de este género son:
- Endroedymolpus smaragdinus Zoia, 2001
- Endroedymolpus taurinus Zoia, 2001